# كاثي كيلي (موسيقية)
كاثي كيلي (بالإنجليزية: Kathy Ann Kelly)‏ هي موسيقية ومغنية أمريكية وأيرلندية، ولدت في 6 مارس 1963 في ليومنستر في الولايات المتحدة.

## وصلات خارجية
- كاثي كيلي على موقع IMDb (الإنجليزية)
- كاثي كيلي على موقع ميوزك برينز (الإنجليزية)
- كاثي كيلي على موقع ديسكوغز (الإنجليزية)